# Парохонский сельсовет
Парохо́нский сельсовет (белор. Парахонскі сельсавет) — административная единица в Пинском районе Брестской области Беларуси. Административный центр — агрогородок Парохонск.

## История
Образован 12 октября 1940 года в составе Пинского района Пинской области, с 8 января 1954 года — Брестской области. 16 июля 1954 года к сельсовету присоединена территория упраздненного Сошновского сельсовета, 31 марта 1959 года — территория упраздненного Дубновичского сельсовета. 7 февраля 1967 года к деревне присоединен посёлок железнодорожной станции Парахонск. 15 апреля 1985 года в состав сельсовета из Городищенского сельсовета передана деревня Островичи, из Каллауровичского сельсовета — деревня Молодельчицы. 21 марта 1988 года к сельсовету присоединена часть территории упраздненного Березцовского сельсовета с деревней Березцы, а из части Парахонского сельсовета образован Сошненский сельсовет.

## Состав
В состав сельсовета входят следующие населённые пункты:
- Березцы — деревня
- Вылазы — деревня
- Молодельчицы — деревня
- Осница — деревня
- Островичи — деревня
- Парохонск — агрогородок
- Селище — деревня